# Julianów (gmina Tarłów)
Julianów – wieś sołecka w Polsce położona w województwie świętokrzyskim, w powiecie opatowskim, w gminie Tarłów.
Do 1954 roku istniała gmina Julianów. W latach 1954–1972 wieś należała do gromady Wólka Lipowa. W latach 1975–1998 miejscowość należała administracyjnie do województwa tarnobrzeskiego.
Wierni kościoła rzymskokatolickiego należą do parafii Świętej Trójcy w Tarłowie.

## Historia
Julianów wieś włościańska, w powiecie opatowskim, gminie Julianów, parafii Tarłów, odległy 36 wiorst od Opatowa.
W 1882 r.  było tu  41 domów, 313 mieszkańców i 616 mórg obszaru. Siedziba  gminny. Gmina Julianów należy do sądu gminnego okręgu VI w Ożarowie, stacja pocztowa w Klimontowie. 

W gminie było 2746 mieszkańców i 14245 mórg obszaru, w tym ziemi dworskiej 8283 mórg. Na terenie gminy były: gorzelnia, piec wapienny, cegielnia, a także jedno jezioro 2. morgowe.